# Colin Cameron
Colin Cameron (ur. 23 października 1972 w Kirkcaldy) – szkocki piłkarz występujący na pozycji pomocnika.

## Kariera klubowa
Swoją karierę rozpoczął w sezonie 1990/1991 w zespole Raith Rovers z First Division. Sezon 1991/1992 spędził na wypożyczeniu w irlandzkim Sligo Rovers. Następnie wrócił do Raith, z którym w edycji 1992/1993 awansował do Premier Division, jednak już w następnej spadł z nim z powrotem do First Division. W rozgrywkach 1994/1995 po raz drugi awansował z Raith do wyższej ligi, a także zdobył z nim Puchar Ligi Szkockiej.
W marcu 1996 odszedł do ligowego rywala, zespołu Heart of Midlothian, a w sezonie 1997/1998 zdobył z nim Puchar Szkocji. W sierpniu 2001 przeszedł do angielskiego Wolverhampton Wanderers z Division One. W sezonie 2002/2003 wywalczył z nim awans do Premier League. W rozgrywkach tych zadebiutował 16 sierpnia 2003 w przegranym 1:5 spotkaniu z Blackburn Rovers, a 4 października 2003 w wygranym 1:0 pojedynku z Manchesterem City zdobył swoją debiutancką bramkę w Premier League. W sezonie 2003/2004 zajął z klubem ostatnie, 20. miejsce w Premier League i spadł z nim do Championship. W sezonie 2005/2006 był wypożyczony do grającego w tej samej lidze Millwall.
W 2006 został zawodnikiem innego zespołu Championship, Coventry City. Spędził tam sezon 2006/2007, po czym odszedł do Milton Keynes Dons z League Two. W 2008 wrócił do Szkocji, gdzie reprezentował barwy zespołów First Division i Second Division – Dundee, Arbroath oraz Cowdenbeath. W sezonie 2009/2010 zwyciężył z Dundee w rozgrywkach Scottish Challenge Cup. Był też zawodnikiem Berwick Rangers z Third Division i tam zakończył karierę w 2016.

### Statystyki ligowe
| Rozgrywki                       | Kraj     | Poziom | Kluby                                            | Mecze | Gole |
| ------------------------------- | -------- | ------ | ------------------------------------------------ | ----- | ---- |
| Premier Division Premier League | Szkocja  | I      | Raith Rovers, Heart of Midlothian                | 228   | 63   |
| First Division                  | Szkocja  | II     | Raith Rovers, Dundee, Cowdenbeath                | 151   | 19   |
| Second Division                 | Szkocja  | III    | Arbroath, Cowdenbeath                            | 25    | 1    |
| Third Division                  | Szkocja  | IV     | Berwick Rangers                                  | 30    | 1    |
| Premier League                  | Anglia   | I      | Wolverhampton Wanderers                          | 30    | 4    |
| Division One Championship       | Anglia   | II     | Wolverhampton Wanderers, Millwall, Coventry City | 167   | 21   |
| League Two                      | Anglia   | IV     | Milton Keynes Dons                               | 29    | 3    |
| Premier Division                | Irlandia | I      | Sligo Rovers                                     | 9     | 4    |

## Kariera reprezentacyjna
W reprezentacji Szkocji zadebiutował 28 kwietnia 1999 w wygranym 1:0 towarzyskim meczu z Niemcami, a 9 października 1999 w wygranym 3:0 pojedynku el. do ME 2000 z Litwą strzelił swojego pierwszego gola w kadrze.
W latach 1999–2004 w drużynie narodowej rozegrał 28 spotkań i zdobył dwie bramki.